# Solanum chilense
Solanum chilense (tomatillo) es una planta herbácea perteneciente a la familia de las solanáceas que se ubica en la sección Lycopersicon del género Solanum. El tomatillo es natural de Chile, entre la I y III región, habitando en lugares abiertos sobre suelos pedregosos.

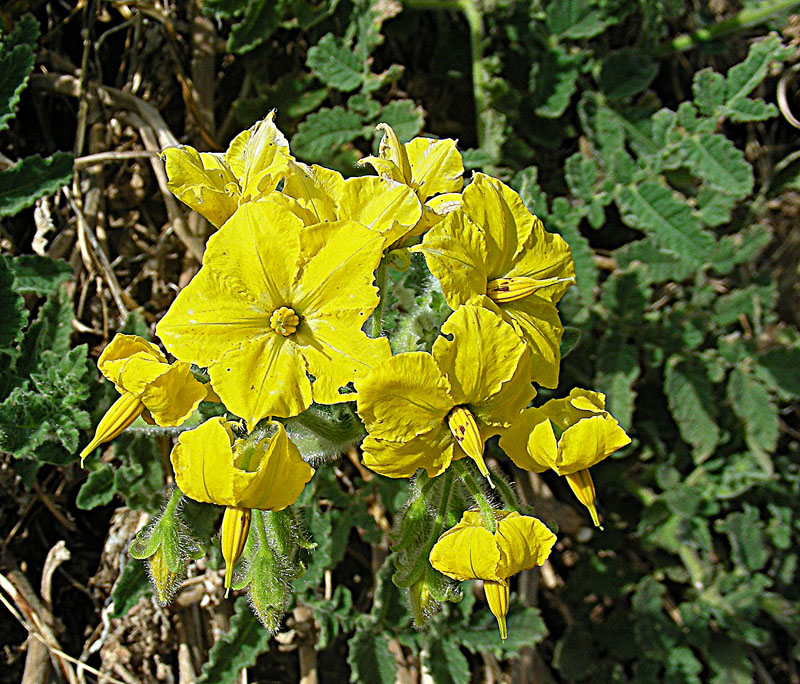
Flores

## Descripción
El tomatillo es una planta herbácea, perenne de tallos cilíndricos y vellosos que alcanza una altura de hasta 80 cm. Las hojas son compuestas, alternas, imparipinadas de 5-7 cm de largo, cubiertas de vellos en ambas caras. Los folíolos son alternos con los bordes irregularmente lobulados. Las  flores son hermafroditas y están reunidas en inflorescencias cimosas terminales compuestas de 10-12 flores de 2 cm de diámetro. El cáliz está formado por cinco sépalos unidos en la base, la corola es tubular y está compuesta por cinco pétalos fusionados en la base y de color amarillo. El fruto es una baya ovoide de cubiertas de pelos blancos con los segmentos del cáliz reflejos.

## Taxonomía
Solanum chilense fue descrita por Michel Félix Dunal y publicado en Fl. Chile 5: 358. 1910.
Etimología
Solanum: nombre genérico que deriva del vocablo Latíno equivalente al Griego στρνχνος (strychnos) para designar el Solanum nigrum (la "Hierba mora") —y probablemente otras especies del género, incluida la berenjena— , ya empleado por Plinio el Viejo en su Historia naturalis (21, 177 y 27, 132) y, antes, por Aulus Cornelius Celsus en De Re Medica (II, 33). Podría ser relacionado con el Latín sol. -is, "el sol", debido a que la planta sería propia de sitios algo soleados.
chilense: epíteto geográfico que alude a su localización en Chile.
Sinonimia
- Lycopersicum chilense Dunal, 1852[7]